# Levente Szijarto
Levente Szijarto (Oradea, 15 giugno 1982) è un ex cestista rumeno.

## Palmarès
- Campionato rumeno: 12

Phoenix Arad: 2000-01, 2001-02
Asesoft Ploiești: 2003-04, 2004-05, 2005-06, 2006-07, 2007-08, 2009-10, 2011-12, 2012-13, 2013-14, 2014-15
- Coppa di Romania: 5

Asesoft Ploiești: 2004, 2005, 2006, 2007, 2008
- FIBA Europe Cup: 1

Asesoft Ploiești: 2004-05